# Arturo Friedemann
Arturo Friedemann (1 de janeiro de 1893, data de morte desconhecida) foi um ciclista chileno que participou de dois eventos nos Jogos Olímpicos de Estocolmo 1912.